# Соболев, Иван Павлович
Иван Павлович Соболев (30 октября (11 ноября) 1907 — 27 октября 1989) — участник Великой Отечественной войны. Герой Советского Союза (1943). Почётный гражданин города Витебска (13.10.1977).

## Биография
И. П. Соболев родился в деревне Шапуры Витебского уезда (сейчас Витебского района Витебской области). Окончил семилетку в Селютах Витебского района. Работал на инструментальном заводе в Витебске. В Красной Армии с 1927 года. В 1931 году окончил Ленинградское военно-инженерное училище. Во время Великой Отечественной войны на фронте с 1941 года.
Командир 19-го отдельного моторизованного понтонно-мостового батальона (7-я гвардейская армия, Степной фронт) подполковник И. П. Соболев отличился 29 сентября 1943 года при форсировании реки Днепр у села Солошино Верхнеднепровского района Днепропетровской области.
Указом Президиума Верховного Совета СССР от 26 октября 1943 года за образцовое выполнение боевых заданий командования на фронте борьбы с немецко-фашистскими захватчиками и проявленные мужество и героизм подполковнику Соболеву И. П. присвоено звание Героя Советского Союза с вручением ордена Ленина и медали «Золотая Звезда».
После войны И. П. Соболев продолжал службу в Советской Армии. В 1952 году окончил Высшую офицерскую инженерную школу. С 1955 года полковник И. П. Соболев в отставке. 
Жил и работал в Витебске.

## Награды
- Медаль «Золотая Звезда» (09.05.1945)
- Два ордена Ленина (09.05.1945, 20.04.1953)
- Три ордена Красного Знамени (03.09.1943, 29.05.1945, 06.11.1947)
- Орден Отечественной войны I степени (11.03.1985)
- Орден Отечественной войны II степени (15.01.1943)
- Два ордена Красной Звезды (02.08.1942, 03.11.1944)
- Медали
- Почётный гражданин города Витебска (13.10.1977)

## Память
- 11 ноября 2017 года в Витебском районном историко-краеведческом музее (аг. Октябрьская) открылась выставка к 110-летию со дня рождения Героя Советского Союза И. П. Соболева[3].
- Имя Героя присвоено учреждению образования «Октябрьская средняя школа Витебского района»[4] в аг. Октябрьская Витебского района. Одна из экспозиций в школьном музее посвящена И. П. Соболеву.